# Portfolio (album)
Pour l’article homonyme, voir Portfolio.
Albums de Grace Jones
Fame
(1978)
Singles
1. I Need a Man
Sortie : 1975
2. Sorry
Sortie : septembre 1976
3. That's the Trouble
Sortie : 1976
4. La Vie en rose
Sortie : octobre 1977
5. What I Did for Love
Sortie : 1977

Portfolio est le premier album studio de la chanteuse jamaïcaine Grace Jones, sorti le 6 septembre 1977 chez Island Records.

## Titres
| 1. | Send In the Clowns  | Stephen Sondheim                   | 7:33 |
| 2. | What I Did for Love | - Marvin Hamlisch - Edward Kleban  | 5:15 |
| 3. | Tomorrow            | - Martin Charnin - Charles Strouse | 5:48 |

| 4. | La Vie en rose     | - Édith Piaf - Louis Guglielmi       | 7:27 |
| 5. | Sorry              | - Grace Jones - Pierre Papadiamandis | 3:58 |
| 6. | That's the Trouble | - Jones - Papadiamandis              | 3:36 |
| 7. | I Need a Man       | - Paul Slade - Papadiamandis         | 3:23 |

Notes
- Les titres de la face A sont un pot-pourri ininterrompu, d'une durée totale de 18:36.
- Les éditions italiennes du disque contiennent la même liste de titres que la version originale, mais excluent Sorry et That's the Trouble.

## Crédits
Crédits adaptés du livret de Portfolio.
| - Wilbur Bascomb – basse - Richard Bernstein – conception, pochette, dessin - Bobby Eli – guitares - Grace Jones – chant - Francis Jug – photographie - Carlton "Cotton" Kent – claviers, piano - Ron "Have Mercy" Kersey – piano Rhodes - Antonio Lopez – photographie - Jay Mark – ingénieur du son et du mixage - Vincent Montana, Jr. – arrangements, direction d'orchestre, vibraphone - Cliff Morris – guitares | - Moto – tambourins - Lance Quinn – guitares - Don Renaldo – cordes, cuivres - José Rodriguez – mastering - Allan Schwartzberg – batterie - Arthur Stoppe – ingénieur du son et du mixage - Sweethearts of Sigma (Barbara Ingram, Carla Benson, Evette Benton) – chœurs - Larry Washington – congas - Duke Williams – arrangements |

## Classements et certifications

### Classements hebdomadaires
| Classement (1977–83)                | Meilleure position |
| ----------------------------------- | ------------------ |
| Australie (Kent Music Report)       | 27                 |
| États-Unis (Billboard 200)          | 109                |
| États-Unis (Top R&B/Hip-Hop Albums) | 52                 |
| Italie (Musica e dischi)            | 9                  |
| Pays-Bas (Mega Album Top 100)       | 8                  |
| Suède (Sverigetopplistan)           | 22                 |

### Certifications
| Région                         | Certification | Ventes/Streams |
| ------------------------------ | ------------- | -------------- |
| France (SNEP)                  | Or            | 100 000*       |
| Italie (FIMI)                  | Or            | 50 000*        |
| *Ventes selon la certification |               |                |